# Beeldversterker

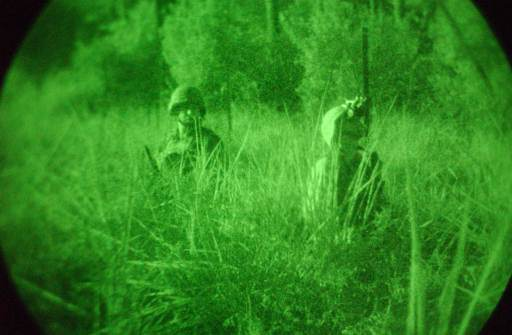
Twee Amerikaanse soldaten tijdens de oorlog in Irak in 2003, gefotografeerd met behulp van een beeldversterker

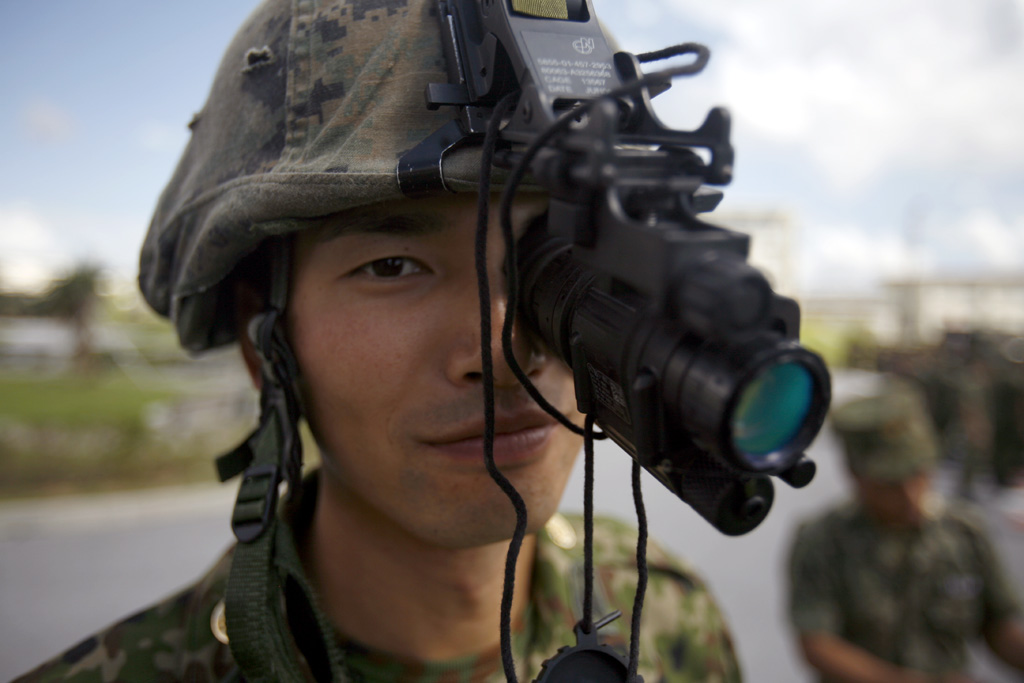
Een op een helm gemonteerde nachtzichtkijker

Een beeldversterkerbuis of restlichtversterker of helderheidsversterker is een elektronenbuis waarmee onder lichtzwakke omstandigheden, zoals ’s nachts, de intensiteit van beschikbaar licht in een optisch systeem kan worden versterkt. Toepassingen liggen onder meer op militair terrein en bij onderzoek van zwakke fluorescentieverschijnselen. Ook kan infrarood of ultraviolet licht in zichtbaar licht worden omgezet. In dat laatste geval spreekt men ook wel van beeldomvormers.

## Inleiding
Beeldversterkerbuizen (image intensifier tubes, IIT) zijn elektro-optische componenten die gebruikt worden in verschillende instrumenten, zoals nachtzichtapparatuur en medische beeldvorming. Zij converteren licht van verschillende golflengten naar zichtbare intensiteiten bij één enkele frequentie.

## Geschiedenis
De ontwikkeling van beeldversterkerbuizen begon in de 20e eeuw. Sindsdien zijn zij voortdurend verder ontwikkeld.

### Pionierswerk
Het idee voor een beeldversterkerbuis is voor het eerst in 1928 voorgesteld door de Nederlanders Gilles Holst en H. de Boer, maar de pogingen er een te bouwen, mislukten aanvankelijk. Pas in 1934 slaagde Holst er bij Philips in, de eerste succesvolle infraroodomvormerbuis te bouwen. Deze buis bevatte een fotokathode vlak voor een fluorescentiescherm. Met een eenvoudige lens werd op de fotokathode een beeld geprojecteerd, terwijl over de buis een spanning van enkele duizenden volt stond, waardoor elektronen uit de fotokathode werden losgetrokken en op het fluorescentiescherm terechtkwamen. Hierdoor lichtte het scherm op met een beeld van het voorwerp dat op de fotokathode werd afgebeeld. Het beeld was echter 180° gedraaid. Met dit type beeldomvormer kon men voor het eerst in realtime een infrarood beeld zien.

### Nulde generatie – De eerste infrarode elektro-optische beeldomvormers
Ook in de VS gingen de ontwikkelingen door, en midden jaren 30 werd bij RCA de eerste beeldversterker met rechtstaand beeld ontwikkeld. De buis gebruikte een elektrostatische beeldomkering om het beeld van een sferische kathode op een sferisch scherm te focusseren. (Men koos voor sferische oppervlakken om beeldfouten te beperken). Verdere ontwikkeling van deze technologie leidde rechtstreeks tot de eerste beeldversterkers van „generatie 0”, die tijdens de Tweede Wereldoorlog door de strijdkrachten werden gebruikt om ’s nachts te kunnen waarnemen met infrarode verlichting en om te kunnen schieten. De eerste op deze technologie gebaseerde nachtzichtapparatuur werd aan beide zijden gebruikt en waren een succes in Okinawa, om op Japanse soldaten te kunnen richten die ’s nachts hun bunkers verlieten. Het nadeel van dergelijk „actief nachtzicht” (dat wil zeggen met infrarode verlichting) is dat het voor de hand ligt voor ieder ander die deze techniek kent.
In tegenstelling tot latere technologieën was nachtzichtapparatuur van generatie 0 niet in staat het beschikbare omgevingslicht voldoende te versterken. Hierdoor was de infrarode verlichting noodzakelijke, wilde de apparatuur bruikbaar zijn. Deze apparaten gebruikten een S1-fotokathode of een zilver-zuurstof-cesium-fotokathode, die in 1930 was uitgevonden en die een gevoeligheid had van ca. 60 μA/lm (microampere per lumen) en een kwantumrendement van ca. 1% in het ultraviolette bereik en ca. 0,5% in het infrarode bereik. Van belang is dat de S1-fotokathode gevoeligheidspieken had in zowel het infrarode als het ultraviolette deel van het spectrum, en bovendien het enige fotokathodemateriaal dat voor infrarood voorbij 950 nm bruikbaar was.

### Zonongevoelige omvormers
Daar zonongevoelige fotokathodes niet direct van militair belang waren, zijn zij niet in de gangbare „generaties” ingedeeld. Zij zijn ontwikkeld door Taft en Apker en werden gemaakt van cesiumtelluride. Deze zonongevoelige fotokathodes worden gekenmerkt door een respons beneden 280 nm in het ultraviolet, hetgeen beneden de golflengten ligt van de zonnestraling die nog door de atmosfeer wordt doorgelaten.

### Eerste generatie – Betere versterking
Door de ontdekking van betere materialen voor fotokathodes, waardoor zowel de gevoeligheid als het kwantumrendement werden verbeterd, werd een versterking mogelijk die aanzienlijk beter was dan die bij apparatuur van generatie 0. Gorlich ontwikkelde in 1936 de S11-fotokathode (cesiumantimonide), die een gevoeligheid van ca. 80 µA/lm en een kwantumrendement van ca. 20% leverde, alleen al in het zichtbare gebied, met een drempelgolflengte van ca. 50 nm.
Pas met de ontwikkeling door A.H. Sommer van de bialkali-antimonide-fotokathodes (kalium-cesiumantimonide en natrium-kaliumantimonide) en zijn later in 1956 bij toeval ontdekte multialkali-fotokathode (natrium-kalium-cesiumantimonide) S20, kregen de buizen een voor militair gebruik geschikte versterking in zowel het infrarode als het zichtbare gebied. De S20-fotokathode had een gevoeligheid van ca. 150 tot 200 µA/lm. De hogere gevoeligheid maakte deze buizen bruikbaar bij weinig licht, zoals maanlicht, terwijl zo ook nog steeds geschikt waren voor gebruik met zwakke infrarode belichting.

### Beeldversterkerbuizen (passief) in cascade
Reeds gedurende de Tweede Wereldoorlog experimenteerden de Duitsers ermee, maar pas in de jaren 50 begon men in de VS de mogelijkheden te onderzoeken om verschillende buizen „in cascade” (achter elkaar) te zetten. Daarbij werd de uitgang van een beeldomkerende buis aan de ingang van een andere buis gekoppeld, waardoor de versterkingsfactor groter werd. Dit werkte veel beter dan verwacht, en nachtzichtapparatuur gebaseerd op deze buizen konden zelfs zwak sterrenlicht verwerken en produceerden een bruikbaar beeld. De afmetingen van deze apparatuur, 43 cm lang en 8,9 cm diameter, waren te groot voor militair gebruik. Ze werden cascadebuizen genoemd en waren de eerste waarmee werkelijk passief nachtzicht (dat wil zeggen geheel zonder hulplichtbron) mogelijk werd. Met de komst van glasvezelbundels in de jaren 60 konden kleinere buizen met elkaar worden verbonden, waarmee in 1964 het eerste echte nachtzichtapparaat kon worden ontwikkeld. Veel van deze buizen werden toegepast als vizier voor het AN/PVS-2-geweer, dat veel in Vietnam werd gebruikt.
Een alternatief voor cascadebuizen, dat rond het midden van de 20e eeuw werd onderzocht, is gebaseerd op optische terugkoppeling, waarbij het uitgangssignaal van de buis wordt teruggevoerd naar de ingang. Dit is nooit in geweervizieren gebruikt, maar het is wel met succes toegepast voor laboratoriumgebruik, waar grotere instrumenten acceptabel zijn.

### Tweede generatie – De microkanaalplaat
Beeldversterkers van de tweede generatie gebruiken dezelfde multialkali-fotokathode als die van de eerste generatie. Echter met dikkere lagen van hetzelfde materiaal kon men de fotokathode S-25 ontwikkelen, die een betere gevoeligheid voor rood en wat minder voor blauw had, waardoor hij geschikter was voor militair gebruik. De gevoeligheid lag gemiddeld rond 230 µA/lm, en hij had een hoger kwantumrendement dan de S20. Oxidatie van het cesium tot cesiumoxide in later versies verbeterde de gevoeligheid op soortgelijke wijze als bij fotokathodes van de derde generatie.
Dezelfde technologie die gebruikt werd voor de glasvezelbundels in de cascadebuizen, kon met slechts een kleine aanpassing worden gebruikt om microkanaalplaatdetectoren (microchannel plate, MCP) te maken. Deze microkanaalplaat is een dunne glasplaat met aan beide kanten een elektrode van een nikkel-chroomlegering, waar een flinke spanning tot zo’n 1000 V over wordt gezet. De plaat zelf wordt vervaardigd van vele duizenden afzonderlijke holle glasvezels, onder een bepaalde hoek ten opzichte van de as van de buis. De microkanaalplaat komt tussen de fotokathode en het scherm. Elektronen die op hun weg door zo’n microkanaal de wand ervan raken, maken secundaire elektronen los, die vervolgens nog meer secundaire elektronen losmaken wanneer ook zij de wand raken. Met één microkanaalplaat zijn versterkingen tot 30.000 maal mogelijk. Met verschillende lagen microkanaalplaten op elkaar is verdere versterking tot ver over de 1.000.000 maal haalbaar.
Beeldomkering in apparaten van de tweede generatie is op twee manieren gerealiseerd. Enerzijds gebruikte men elektrostatische beeldomkering, net als in de buizen van de eerste generatie. Daarnaast werden ook glasvezelbundels gebruikt die 180° gedraaid waren.

### Derde generatie – Hoge gevoeligheid en verbeterde frequentierespons
Buizen van de derde generatie waren in principe hetzelfde als die van de tweede generatie, maar er waren twee grote verschillen. Ten eerste gebruikten zij een fotokathode van GaAs/CsO/AlGaAs, die in het gebied tussen 800 nm en 900 nm gevoeliger is dan de fotokathodes van de tweede generatie. Ten tweede, om de fotokathode te beschermen tegen ionen en gassen die uit de microkanaalplaat vrijkomen, hebben zij een dunne laag aluminiumoxide op de microkanaalplaat. De hoge gevoeligheid van meer dan 900 µA/lm van deze fotokathode geeft een betere respons bij lage lichtsterkte. Daar staat tegenover dat de dunne laag gemiddeld tot 50% van de elektronen tegenhoudt.

### Verbeterde tweede generatie
In 1989 ontwikkelden Jacques Dupuy en Gerard Wolzak een verbeterde variant op de tweede generatie. Daar deze niet formeel is ingedeeld in de Amerikaanse generatiecategorieën, wordt hij wel de verbeterde tweede generatie genoemd. Deze technologie verbetert de trialkali-fotokathodes zodanig dat ze een meer dan tweemaal zo grote gevoeligheid hebben, terwijl tevens de microkanaalplaat wordt verbeterd tot een openingpercentage van 70% en een verlaagd ruisniveau. Hiermee konden buizen van de tweede generatie, die goedkoper te vervaardigen waren, vergelijkbare resultaten behalen als die van de derde generatie. Deze technologie werd vooral buiten de VS verder ontwikkeld, met name door Oldelft-dochter Delft Electronic Products in Roden (Dr.), tot een gevoeligheid van bijna 700 μA/lm en een frequentiebereik tot 950 nm, en vormt nu de basis voor de meeste niet-Amerikaanse nachtzichtapparatuur.

### Vierde generatie
Tot nog toe is er slechts één succesvolle buis van de vierde generatie, daar de gemiddelde levensduur van de prototypes niet aan de militaire eisen voldeed. Inmiddels hebben verschillende vooraanstaande fabrikanten, waaronder L-3 Electro-Optical Systems, buizen van de vierde generatie gemaakt. Deze gebruiken dezelfde fotokathode als die van de derde generatie, maar hebben geen ionenbarrièrefilm meer. Bovendien zijn deze schakelbaar, zodat zij ook onder daglicht of sterk kunstlicht kunnen worden gebruikt.
De schakelfunctie deactiveert de buis wanneer het lichtniveau te hoog is. Bij de tweede, derde en vierde generatie wordt dit bereikt door de polariteit van het segment met de fotokathode en de microkanaalplaat om te keren, waardoor er geen elektronen meer van de fotokathode op de microkanaalplaat komen.

## Terminologie

### Schakelen
Een methode om een beeldversterkerbuis snel in- en uit te schakelen, net als een „gate” in een elektronische component. Door de hoge snelheid waarmee dit mogelijk is, in de grootteorde van nanoseconden en zelfs picoseconden, worden beeldversterkerbuizen veel gebruikt in wetenschappelijke projecten waar zeer snelle verschijnselen gefotografeerd moeten worden. Geschakelde beeldversterkers worden gebruikt om bijvoorbeeld het golffront van brandende benzine in een verbrandingsmotor te volgen, zodat er betere verbrandingskamers konden worden ontwikkeld. Door de zeer hoge sluitersnelheden die haalbaar zijn, samen met de mogelijkheid van lichtversterking, kunnen geschakelde beeldversterkers zelfs de voortbeweging van een lichtpuls zien. Zo kan men een lichtpuls op een trefplaatje schieten en alleen de reflectie waarnemen, door de sluiter zodanig aan te sturen dat alleen het teruggekaatste licht wordt opgevangen.

### Automatisch schakelen
Veel sinds 2006 voor militaire toepassingen ontwikkelde beeldversterkerbuizen bieden de mogelijkheid tot automatisch schakelen (‘autogating’), hoewel deze techniek reeds langer beschikbaar was. Automatisch schakelende buizen schakelen de beeldversterker aan en uit om de hoeveelheid licht te regelen die door de microkanaalplaat gaat. Dit schakelen geschiedt met hoge frequentie, en door de duty cycle zodanig te variëren dat er een de microkanaalplaat een constante stroom levert, kan de buis ook onder helderder lichtomstandigheden worden gebruikt, zoals daglicht, zonder dat de buis voortijdig defect raakt. Vooral voor militaire toepassingen is dit waardevol, daar het ruimere gebruikstijden biedt met verbeterd zicht gedurende de schemering en betere ondersteuning voor soldaten die snel wisselende lichtomstandigheden meemaken, zoals bij aanvallen op een gebouw.

### Gevoeligheid
De gevoeligheid van een beeldversterkerbuis wordt gemeten in microampère per lumen (µA/lm) en geeft aan hoeveel elektronen er worden geproduceerd per eenheid van op de fotokathode vallend licht. Dit dient te worden gemeten bij een bepaalde kleurtemperatuur, bijvoorbeeld bij een kleurtemperatuur van 2854 K. De kleurtemperatuur waarbij deze meting wordt verricht, kan enigszins verschillen per fabrikant. Ook worden vaak extra meetpunten gespecificeerd bij bepaalde golflengtes, in het bijzonder voor instrumenten van de tweede generatie, zoals bij 800 nm en 850 nm (infrarood). Algemeen geldt dat hoe hoger het getal, des te groter de gevoeligheid is.

### Grensresolutie
De grensresolutie van een buis wordt gemeten in lijnenparen per millimeter (mm−1). Deze resolutie is een maat voor het aantal lijnen van wisselende intensiteit (van licht tot donker) dat kan worden onderscheiden binnen één millimeter op het scherm. De grensresolutie is een maat van de modulatieoverdrachtsfunctie (modulation transfer function, MTF). Voor de meeste buizen wordt de grensresolutie gedefinieerd als het punt waar de modulatieoverdrachtsfunctie maximaal 3% is. Hoe hoger de waarde, des te hoger de resolutie van de buis.
Een belangrijke overweging is dat deze berekeing gebaseerd is op de fysieke afmetingen van het scherm en niet evenredig met de schermafmetingen. Daarom heeft een buis van 18 mm en een resolutie van 64 mm−1 een grotere totale resolutie dan een buis van 8 mm met 72 mm−1. De resolutie wordt gewoonlijk gemeten in het midden en aan de rand van het scherm, en vaak worden beide getallen opgegeven. Voor buizen volgens militaire specificaties wordt alleen vermeld „meer dan 64 lijnenparen per millimeter”.

### Versterking
De versterking kan op twee verschillende manieren worden opgegeven. De gebruikelijkste is in candela per vierkante meter per lux (cd·m−2·lx−1). De andere is in Fl/Fc (foot-lambert per foot-candle, een klassieke Angelsaksische maat). Hierdoor kunnen misverstanden ontstaan bij het vergelijken apparatuurspecificaties.

### MTTF (mean time to failure)
Deze waarde, uitgedrukt in uren, geeft aan hoelang een buis gemiddeld meegaat. Hoewel dit een gebruikelijke maat is, hangt hij met veel factoren samen. Ten eerste degraderen de buizen voortdurend. Dat betekent dat hij na verloop van tijd minder gaat versterken. Wanneer de versterking nog maar 50% is van toen hij nieuw was, wordt de buis als defect beschouwd.
Andere levensduuraspecten zijn het milieu waarin hij wordt gebruikt, en het aldaar aanwezige algemene verlichtingsniveau, inclusief helder maanlicht en gebruik bij zowel kunstlicht als schemering, daar blootstelling aan helder licht de levensduur van de buis aanzienlijk bekort.
Typische voorbeelden van de levensduur zijn:
Eerste generatie: 1000 uur

Tweede generatie: 2000 tot 2500 uur (moderne varianten: tot 15.000 uur)

Derde generatie: 10.000 tot 15.000 uur

### Modulatieoverdrachtsfunctie
De modulatieoverdrachtsfunctie (modulation transfer function, MTF) van een beeldversterker is een maat voor de uitgangsamplitude van donkere en lichte lijnen op het display bij een gegeven ingangsniveau van lijnen die op de fotokathode worden aangeboden. De MTF wordt gewoonlijk opgegeven als een percentage bij een gegeven (ruimtelijke) frequentie van lichte en donkere lijnen.